# Megaselia costalis
Megaselia costalis är en tvåvingeart som först beskrevs av Roser 1840.  Megaselia costalis ingår i släktet Megaselia och familjen puckelflugor. Arten är reproducerande i Sverige. Inga underarter finns listade i Catalogue of Life.